# سوليداد موريللو

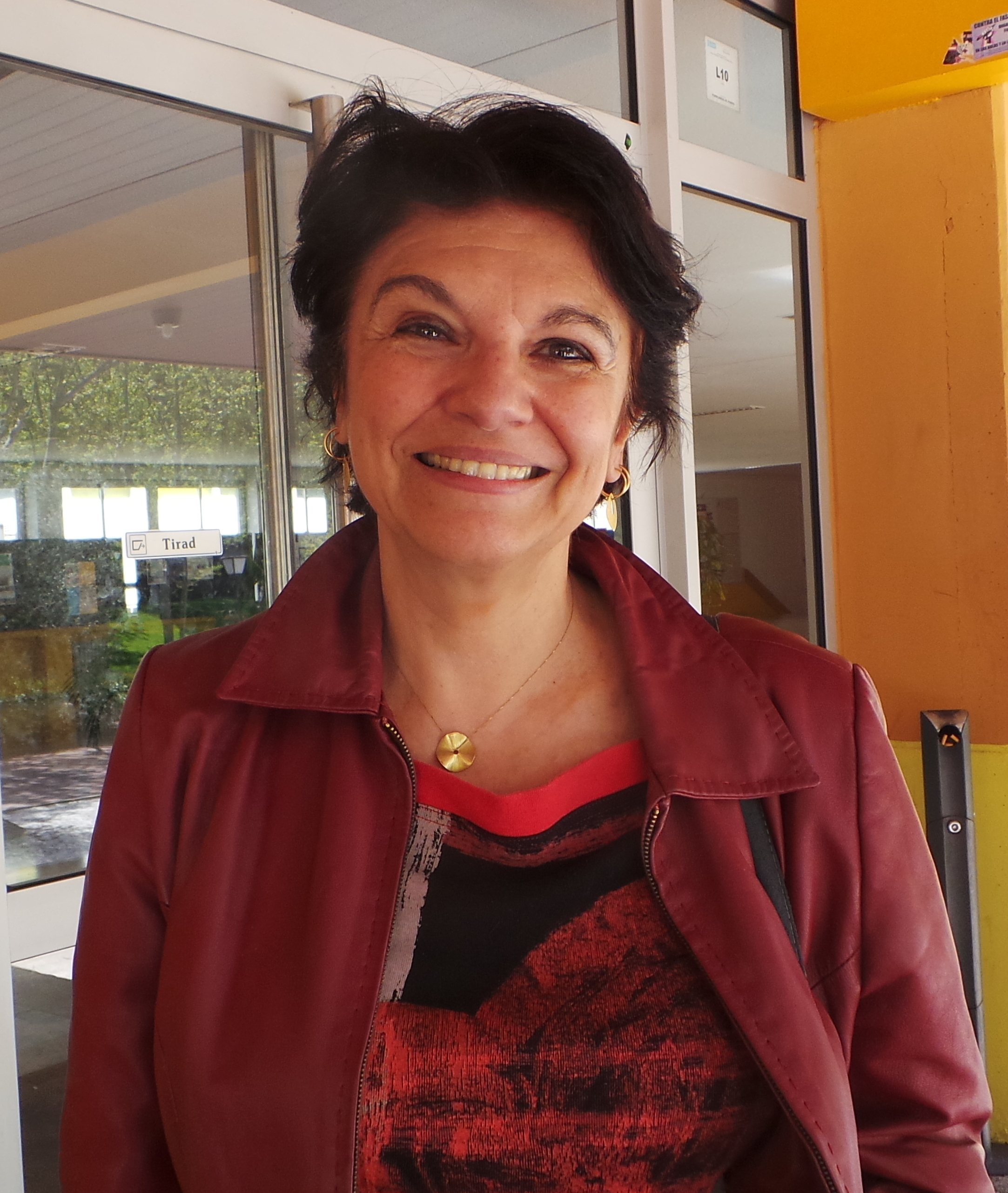
سوليداد موريللو دي لا فيغا

سوليداد موريللو دي لا فيغا (مواليد 21 أبريل 1956) عالمة اجتماع نسوية وباحثة وسياسية إسبانية. منذ 9 يونيو عام 2018، كانت وزيرة الدولة لشؤون المساواة في حكومة بيدرو سانشيز. من عام 2004 حتى عام 2008، شغلت منصب الأمين العام لشؤون المساواة في وزارة العمل والشؤون الاجتماعية الإسبانية، إذ احتلت أعلى منصب سياسي في مسائل المساواة في حكومة خوسيه لويس ثباتيرو. من عام 2009 حتى عام 2013، كانت جزءًا من لجنة اتفاقية القضاء على جميع أشكال التمييز ضد المرأة التابعة للأمم المتحدة، ومن عام 2011 حتى عام 2015، كانت عضوًا في مجلس مدينة سالامانكا للحزب الاشتراكي العمالي الإسباني.
حصلت على درجة الدكتوراه في علم الاجتماع من جامعة كمبلوتنسي بمدريد، وأصبحت أستاذة متفرغة في قسم علم الاجتماع والتواصل في كلية العلوم الاجتماعية بجامعة سلامنكا، حيث روّجت لندوة دراسات المرأة ودعت إلى الحصول على أول دكتوراه في دراسات النوع الاجتماعي. بصفتها عالمة اجتماع، ركزت أبحاثها على تحليل وقت الرجال والنساء من حيث التوترات الناتجة عن توافق طبيعة العمل مع الحياة الأسرية، وتحليل سبب كون هذا التوافق مشكلة أنثوية وغير ذكورية، بالإضافة إلى النزعة الارتباطية في المنظمات النسائية.

## السيرة الذاتية
حصلت سوليداد موريللو على إجازة جامعية في علم الاجتماع من جامعة كمبلوتنسي بمدريد في عام 1981، حيث حصلت أيضًا على درجة الدكتوراه في علم الاجتماع في قسم المنهجية والبحث ونظرية التواصل (1993). من عام 1990 حتى عام 1992، أكملت دراسات عليا في النسوية والتنوير. في عام 1993، قدمت أطروحتها لنيل درجة الدكتوراه بعنوان التقسيم الجنسي للمجالات العامة والخاصة والمنزلية.
من عام 1988 حتى عام 1991، عملت موظفة فنية في المديرية الفرعية للدراسات بوزارة العمل. في عام 1993، انضمت إلى جامعة سلامنكا لتصبح أستاذة في علم الاجتماع، حيث بقيت حتى عام 2004.
في عام 1995، روجت لندوة دراسات المرأة بجامعة سلامنكا، وكانت رئيسة لها من عام 1997 حتى تم حلها في عام 2009.
في 30 أبريل عام 2004، تعينت في منصب جديد أنشأته حكومة الأمين العام للمساواة، خوسيه لويس ثباتيرو، بهدف محاربة العنف الجنساني وتحقيق المساواة الحقيقية بين المرأة والرجل. خدمت خلال المجلس التشريعي الثامن (2004-2008) برئاسة خوسيه لويس رودريغيز ثاباتيرو، وهي الفترة التي روجت فيها للقانون الأساسي بشأن تدابير الحماية الشاملة ضد العنف الجنساني. فُصلت في 17 أبريل عام 2008.
في 12 ديسمبر عام 2008، تعينت مديرةً لوحدة المساواة في جامعة سلامنكا.

## الوقت والتوفيق بين العام والخاص منه
أدانت موريللو في العديد من المنشورات تراجع القيمة الاجتماعية في المجالين الخاص والمنزلي رغم عدد الساعات المستثمرة في إنتاج السلع والخدمات المنزلية، بالإضافة إلى رعاية المعالين، الأمر الذي يتطلب أيضًا وجود شخص مسؤول عن تنظيمهم، وعادةً ما يكون هذا الشخص امرأة. يُضاف إلى ذلك قلة الخصوصية و«الوقت الخاص» بالنساء اللواتي يكرسن معظم وقتهن للالتزامات الأسرية ورعاية الأفراد من حولهن.
في عام 2003، قادت دراسة بعنوان «المواطنة النشطة: الجمعيات النسائية في إسبانيا»، بمشاركة 807 جمعية نسائية، طُرحت فيها مفاتيح التقدم نحو الحوار المدني بين السلطات العامة والجمعيات التي تجسد الحركات الاجتماعية، وتم تحديد نقاط الضعف والتحديات التي تواجه هذه الجمعيات. استهجنت فيها نظرة الجماعات النسائية إلى المعاملة التمييزية التي تتعرض لها من قبل السلطات العامة، ونتيجةً لذلك، تعتبر هذه الجماعات أنه من المعتاد ألا تعترف الأحزاب السياسية بإنجازاتها، مهما كانت أهميتها أو درجة مساهمتها في تحقيق الرفاهية الاجتماعية.